# Корякін Павло Іванович
Павло Іванович Корякін (нар. 14 січня 2000) — український футболіст, півзахисник херсонського «Кристалу».

## Клубна кар'єра
Вихованець молодіжної академію донецького «Шахтаря». З 2017 по 2018 рік виступав у юніорському чемпіонаті України за донецький «Шахтар» (3 матчі) та полтавську «Ворсклу» (11 матчів).
Під час зимової паузи сезону 2018/19 років перебрався в «Кристал». У футболці херсонського клубу дебютував 13 квітня 2019 року в переможному (3:1) домашньому поєдинку 19-о туру групи Б Другої ліги проти одеського «Реал Фарма». Павло вийшов на поле на 73-й хвилині, замінивши Віктора Мартяна. Дебютним голом у дорослому футболі відзначився 18 вересня 2018 року на 85-й хвилині переможному (3:1) поєдинку 10-о туру Другої ліги проти «Нікополя». Корякін вийшов на поле на 82-й хвилині, замінивши Івана Гливого. 
На початку грудня 2019 року продовжив контракт з херсонським клубом.

## Кар'єра в збірній
Брав участь у тренувальному зборі юнацької збірної України (U-16), який проходив з 19 по 21 жовтня 2015 року.